# Maria Angela Ardinghelli
Maria Angela Ardinghelli (Napoli, 28 maggio 1728 – Napoli, 17 febbraio 1825) è stata una fisica e traduttrice italiana, esponente intellettuale dell'Illuminismo italiano.

## Biografia

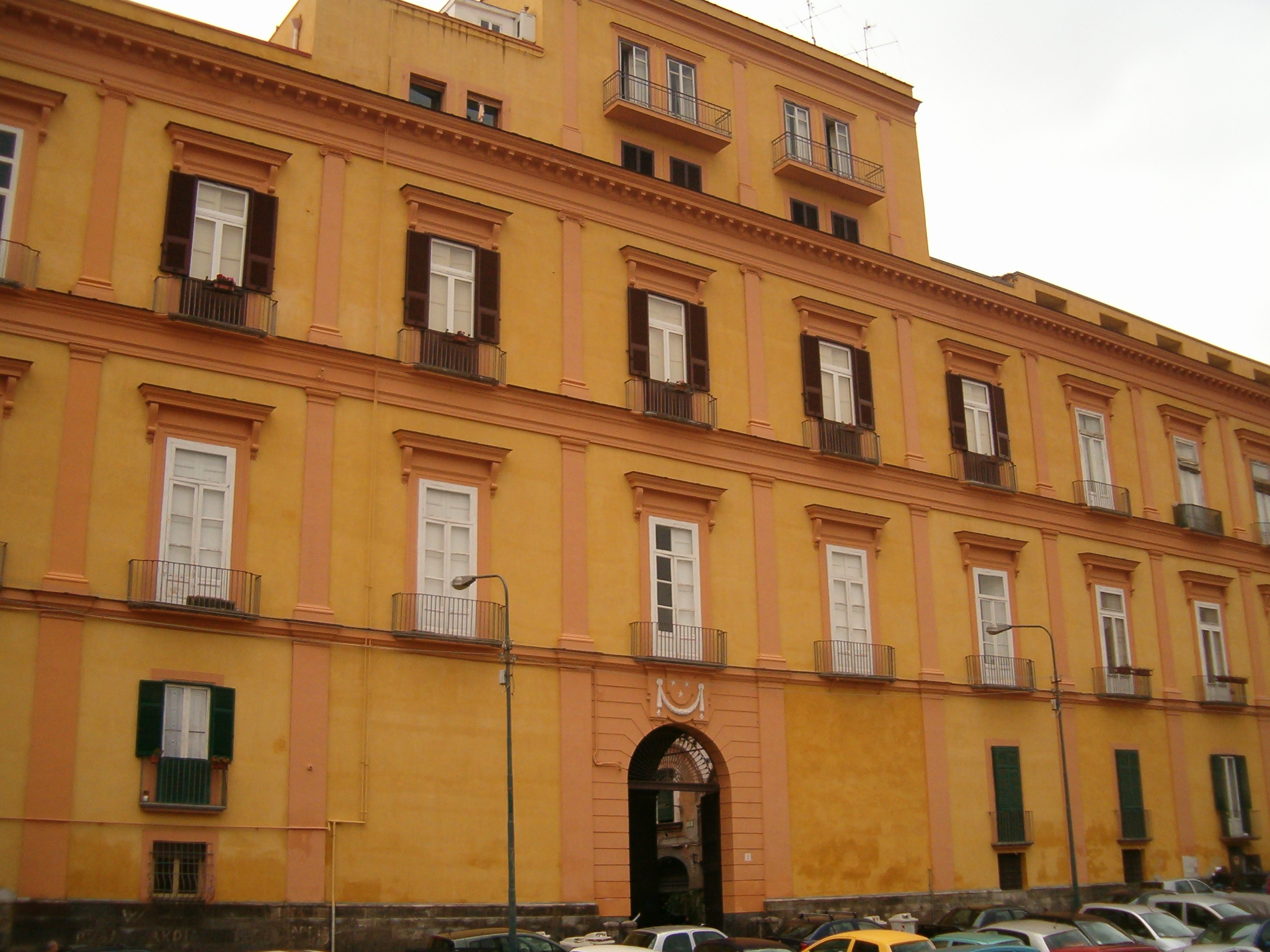
Palazzo Spinelli, sede della Biblioteca Tarsia e del circolo di cui fece parte la Ardinghelli

Figlia di Caterina Piccillo e di Niccolò Ardinghelli, nobile fiorentino decaduto e trapiantato a Napoli, fu avviata dai genitori agli studi di retorica e latino, una lingua, quest'ultima, in cui versificava e componeva in prosa già all'età di quattordici anni. Apprese la filosofia e la geometria dal padre somasco Giovanni Maria della Torre e studiò calcolo sublime e matematica con il matematico don Vito Caravelli. Sposò in tarda età Carlo Crispo (m. 1801), regio consigliere della Real Camera di Santa Chiara, e non ebbe figli.
Fece parte del circolo napoletano di Ferdinando Vincenzo Spinelli, principe di Tarsia, un sodalizio intellettuale fondato nel 1747, con lo scopo di propugnare la sperimentazione nel campo della fisica newtoniana e dell'elettricità. Per i suoi scopi, il circolo disponeva di propri laboratori, macchine elettriche e di una biblioteca, la Biblioteca Tarsia, aperta al pubblico nel Palazzo gentilizio degli Spinelli.
Maria Angela Ardinghelli, che conosceva anche il francese e l'inglese, è famosa per traduzioni di opere chiave del botanico e chimico Stephen Hales. La storica della scienza Paola Bertucci ha scoperto l'esistenza di altre sue traduzioni anonime di altri testi, tra cui parti della Histoire naturelle di Georges-Louis Leclerc de Buffon. Intrattenne una corrispondenza pluridecennale con l'abbé Jean Antoine Nollet, membro dell'Accademia delle Scienze di Parigi che la conobbe nel 1749 durante il suo viaggio in Italia. L'abate Nollet dedicò alla Ardinghelli la prima delle sue Lettere sull'elettricità (1753) e tradusse dall'italiano al francese numerose lettere di argomento naturalistico che la Ardinghelli gli aveva spedito da Napoli. Queste missive furono lette all'Accademia delle scienze di Parigi.
Maria Angela Ardinghelli fu in contatto epistolare anche con Alexis Claude Clairaut. Scrisse, inoltre, un'elegia in occasione dell'apertura della biblioteca del principe di Tarsia e diversi sonetti sparsi in varie raccolte.

## Opere
- Emastatica, o sia Statica degli animali: esperienze idrauliche fatte sugli animali viventi dal signor Hales, ... tradotta dall'inglese nel franzese, e commentata dal signor De Sauvages, ... e dal franzese nuovamente trasportata nell'italiano idioma., Napoli, Stamperia Giuseppe Raimondi, 1750-52 (scheda su WorldCat)
- Statica de' vegetabili ed analisi dell'aria. Opera del signor Hales ... Tradotta dall'inglese con varie annotazioni., Napoli, Stamperia Giuseppe Raimondi, 1756 (consultazione completa su Google books)